# علم الأزور
علم جزر الأزور (بالبرتغالية: Bandeira dos Açores‏) هو العلم الإقليمي لمنطقة جزر الأزور البرتغالية ذاتية الذاتي. يتكون العلم من مستطيل ثنائي اللون باللون الأبيض والأزرق. اعتمدت الجمعية الإقليمية لجزر الأزور العلم في 10 أبريل 1979، وهو مشابه للعلم الوطني للبرتغال المستخدم بين عامي 1830 و1910.

## التصميم
طوله يساوي 1.5 ضعف عرضه أي نسبة عرض إلى ارتفاع تبلغ 2: 3. ينقسم العلم إلى مستطيلين أزرق يشغل نسبة 40٪ من العلم وال 60٪ المتبقية باللون الأبيض. وعلى العلم تسعة نجوم ذهبية في قوس نصف دائري فوق صقر ذهبي. يحتوي الركن العلوي الأيسر للعلم على شعار البرتغال.